# غلاف رسائل إعلاني
يُشير الغلاف الإعلاني في هواية جمع الطوابع إلى مظروف بريدي مُستخدَم يحمل إعلانًا عن منتجات أو خدمات تُقدّمها شركة أو مؤسسة. بالإضافة إلى الاسم وعنوان المرسل البريدي، قد يظهر نص المُعلِن أو رسمه على وجه المظروف أو ظهره.

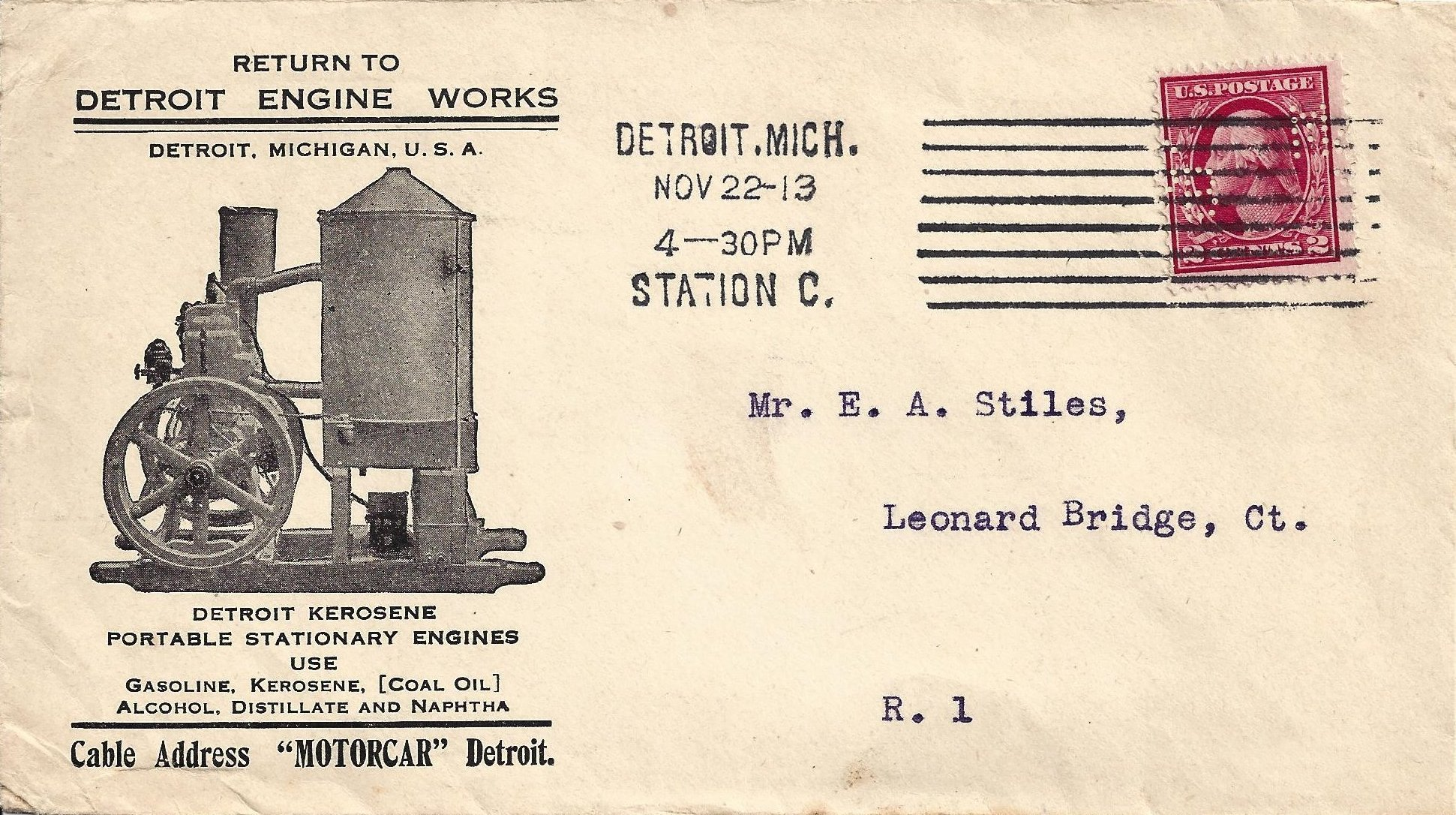
غلاف شركة ديترويت لصناعة المحركات عليهِ إعلانًا فاخرًا مع صورة لأحد منتجات الشركة

## نبذة تاريخية
في أواخر القرن التاسع عشر، أضافت الشركات رسومًا توضيحية ملونة إلى أغلفة رسائلها للإعلان عن منتجاتها أو خدماتها. وبدمجها الصور والشعارات والعروض الترويجية، لم تُصبح أغلفة الرسائل الإعلانية نماذج مبكرة للتسويق البريدي المباشر فحسب، بل أتاحت أيضًا فهمًا أعمق لثقافة تلك الفترة وتجارتها وتصميمها.

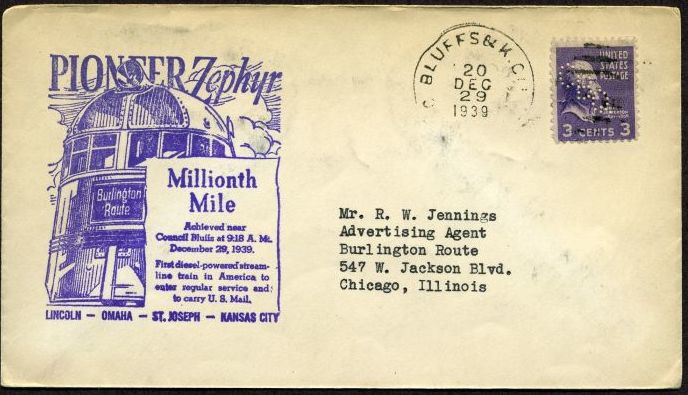
صورة إعلان على غلاف رسائل

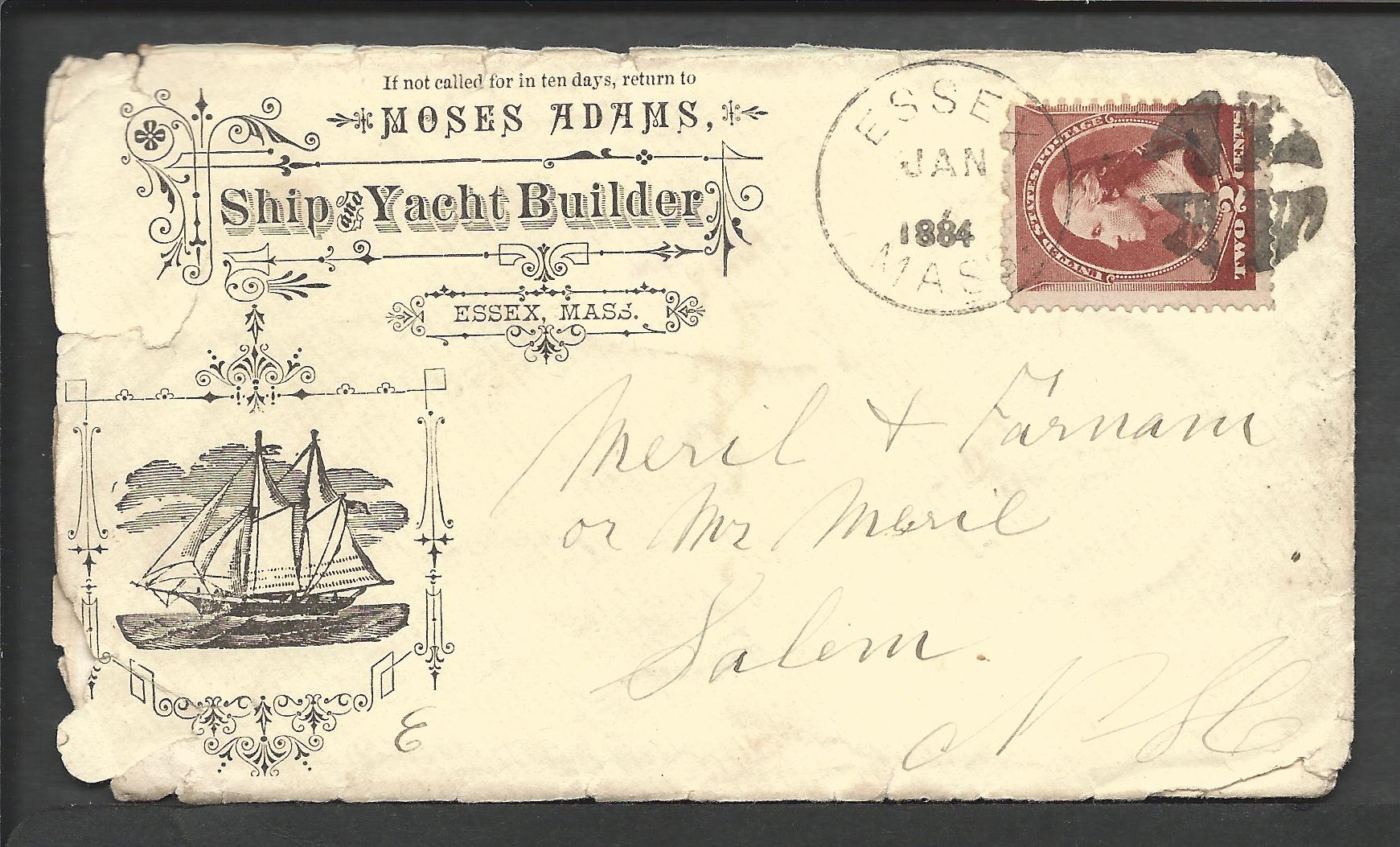
بطاقة بريد تحمل إعلان عن صناعة السفن والقوارب

بطاقة بريد تحمل إعلان عن منتج - روسيا 2006

## روابط خارجية
- US Advertising Covers on Stamp Forum
- Advertising covers on Sheaff Ephemera